# Гольштайн (Базель-Ланд)
Гольштайн (нім. Hölstein) — громада  в Швейцарії в кантоні Базель-Ланд, округ Вальденбург.

## Географія
Громада розташована на відстані близько 60 км на північний схід від Берна, 7 км на південь від Лісталя.
Гольштайн має площу 6 км², з яких на 15,1% дозволяється будівництво (житлове та будівництво доріг), 43,7% використовуються в сільськогосподарських цілях, 40,2% зайнято лісами, 1% не є продуктивними (річки, льодовики або гори).

## Демографія
2019 року в громаді мешкало 2556 осіб (+9,8% порівняно з 2010 роком), іноземців було 18,3%. Густота населення становила 424 осіб/км².
За віковим діапазоном населення розподілялося таким чином: 21,2% — особи молодші 20 років, 59,1% — особи у віці 20—64 років, 19,8% — особи у віці 65 років та старші. Було 1035 помешкань (у середньому 2,4 особи в помешканні).
Із загальної кількості 870 працюючих 29 було зайнятих в первинному секторі, 476 — в обробній промисловості, 365 — в галузі послуг.